# Festival de reyes Hùng

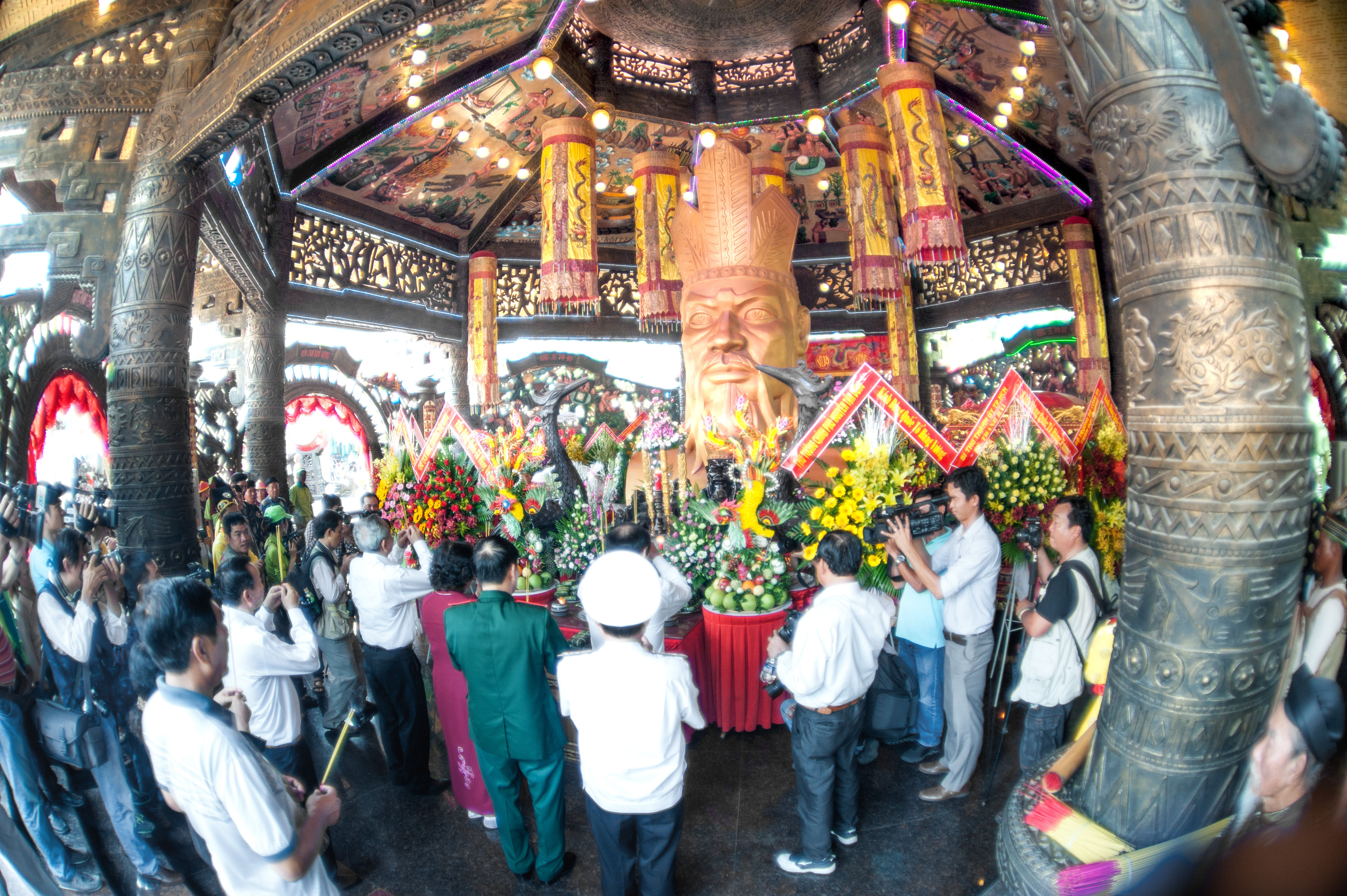
Culto a un rey Hùng.

El festival de reyes Hùng (en vietnamita: Giỗ Tổ Hùng Vương) es uno de los festivales más importantes de Vietnam que conmemora la muerte de los dieciocho reyes de la dinastía Hồng Bàng. Se dice que descienden de la hada ancestral Âu Cơ y se les considera los fundadores del primer imperio vietnamita Văn Lang. Âu Cơ es honrada como la «Madre de la Nación» y se cree que trajo a los vietnamitas el cultivo del arroz, la cría de orugas y el tejido.
Desde 2007, el festival de reyes Hùng es un día festivo. En 2012, la conmemoración a los reyes Hùng fue reconocido por la UNESCO como patrimonio cultural de la humanidad.

## Historia

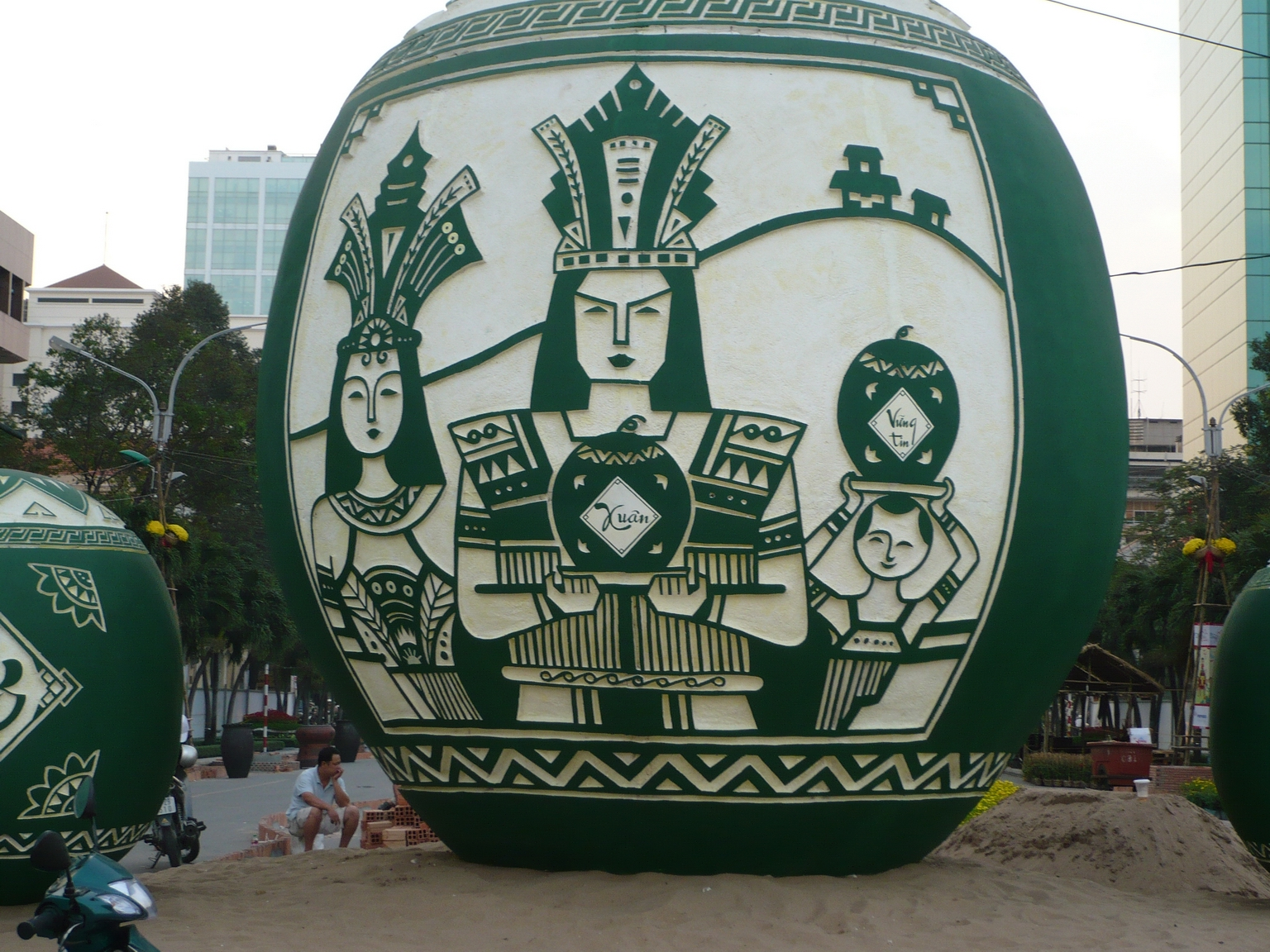
Lạc Long Quân y Âu Cơ.

El reinado de la dinastía Hồng Bàng fue una época importante en la historia de Vietnam. Durante esta época se sentaron las bases del país y de la cultura de los vietnamitas. Según la leyenda, todos los vietnamitas tienen una ascendencia común. Hace miles de años, el rey dragón del mar Lạc Long Quân y el hada Âu Cơ se enamoraron. La pareja dio a luz 100 huevos y de ellos nacieron 100 niños. Lạc Long Quân fue a la costa con sus 50 hijos y les enseñó a pescar y a cultivar arroz de agua y les mostró cómo cocinar el arroz en trozos de bambú. Âu Cơ y sus otros 50 hijos avanzaron hacia las altas tierras. Se les enseñó a criar animales y a cultivar la tierra. También les enseñó a construir casas sobre pilotes de bambú para mantener alejados a los animales salvajes. Se dice que los hijos de Lạc Long Quân y Âu Cơ fueron los primeros vietnamitas. Su primer hijo se convirtió en emperador y así comenzó la dinastía Hồng Bàng. Los reyes Hùng gobernaron el país durante más de mil años. Hoy en día, los vietnamitas se llaman a sí mismos «Hijos del Dragón y del Hada», en referencia al linaje de la leyenda. La misma une las diferentes regiones de Vietnam en una sola nación. Todos los vietnamitas deben tratarse como hermanos y amar, honrar y proteger a su tribu.

## Celebración
El aniversario de la muerte de los reyes Hùng es un día festivo y se celebra en todo el país. En este día, todos los vietnamitas se dirigen al complejo del templo que honra a los reyes Hùng en la comuna de Hy Cương, en la provincia de Phú Thọ, al norte de Vietnam, donde tienen lugar las principales celebraciones. En todo Vietnam se han erigido cerca de 1500 templos en honor a los reyes Hùng, en la provincia de Phú Thọ hasta 326 templos.
El templo Hùng de Phú Thọ es un conjunto arquitectónico antiguo y sagrado situado en la cima de la montaña Nghĩa Linh, de 175 metros de altura. Cada año, miles de personas, entre ellas políticos y altos funcionarios, peregrinan hasta allí para participar en la fiesta.
Algunos rituales antiguos, como el festival de tambores de bronce, los desfiles y el concurso de envolver de pasteles de Chưng, tienen lugar una semana antes del día del festival. Los rituales para venerar a los reyes Hùng se normalizaron en 2013. Se encienden varas de incienso en el templo Hùng, así como en otros monumentos conmemorativos de los reyes Hùng en todo el país. Las ofrendas son frutas y pasteles de arroz glutinoso Chưng y Dày, porque los reyes Hùng habían enseñado a los vietnamitas a cultivar arroz. Después de la oración, se organizan numerosas actividades culturales en el recinto de los templos de los reyes Hùng, como el canto de Xoan y Ca Trù y numerosos juegos folclóricos. Al final de la fiesta, también hay fuegos artificiales.